# Pedro Luis de Borja (duque de Gandía)
Pedro Luis de Borja (em italiano Pier Luigi Borgia), primeiro duque de Gandía (em castelhano:  Pedro Luis de Borja, em latim: Petrus Ludovicus de Boria) (1458 ou 1460–1488 ou 1491) foi um nobre valenciano.

## Biografia
Pier Luigi era filho do Papa Alexandre VI e meio-irmão de César Bórgia, Jofre Bórgia, João Bórgia e Lucrécia Bórgia.
Estava noivo de María Enríquez de Luna, da Casa de Enríquez. Devido à morte prematura de Pier Luigi, ela viria a casar com seu irmão mais novo Giovanni (também conhecido como Juan) em setembro de 1493.
Pier Luigi Borgia lutou ao lado dos exércitos espanhóis durante a Guerra de Granada (Reconquista). Depois de sua vitória heroica durante a Batalha de Ronda, o rei Fernando II, o católico recompensou-o com o título de "grande de Espanha", em 18 de maio de 1485.
As terras de Gandia, a casa ancestral da família Bórgia, foram inicialmente herdadas por Pier Luigi (Pedro Luis). No entanto, antes de se tornar duque de Gandía, ele comprou o ducado mediante um acordo financeiro com os nobres locais Andrés de Cabrera, Marquês de Moya, e sua esposa, Beatriz de Bobadilla. Através deste acordo, Pier Luigi foi obrigado a fornecer ao marquês uma quantia desconhecida, embora considerada pequena, e aceitar determinados direitos relativos à coroa e de Valência, sobre as terras do ducado. Algumas fontes afirmam que o pai de Pedro Luis deu-lhe 50.000 ducados, a fim de comprar o território. No final de 1485, o rei Fernando II elevou oficialmente o estatuto de Pier Liugi a duque de Gandía.
Em seu testamento, Pier Luigi cedeu o ducado a seu irmão mais novo Giovanni e exigiu um dote de 10 mil florins para ser dado a sua irmã, Lucrezia.